# Thecla parasia
Thecla parasia är en fjärilsart som beskrevs av William Chapman Hewitson 1874. Thecla parasia ingår i släktet Thecla och familjen juvelvingar. Inga underarter finns listade i Catalogue of Life.